# Lancia Musa
A Musa era uma mini-monovolume compacta da Lancia. A sua plataforma deriva da Fiat Idea. Foi lançada em 2004 e pouco tempo depois foi considerada por uma série de juízes internacionais (cineastas, actores, jornalistas, etc) como o "Carro mais bonito do mundo". No início de 2008 foi feito uma reestilização e a produção foi encerrada em 2012. Utilizava motores diesel 1.3 Multijet (o mesmo que o Opel Corsa, Fiat Punto, Suzuki Swift, Fiat Idea, Opel Astra, etc). A plataforma da Musa era a Plataforma B do Grupo Fiat, que incluía também o Fiat Punto de segunda geração, o Fiat Idea e o Lancia Ypsilon.

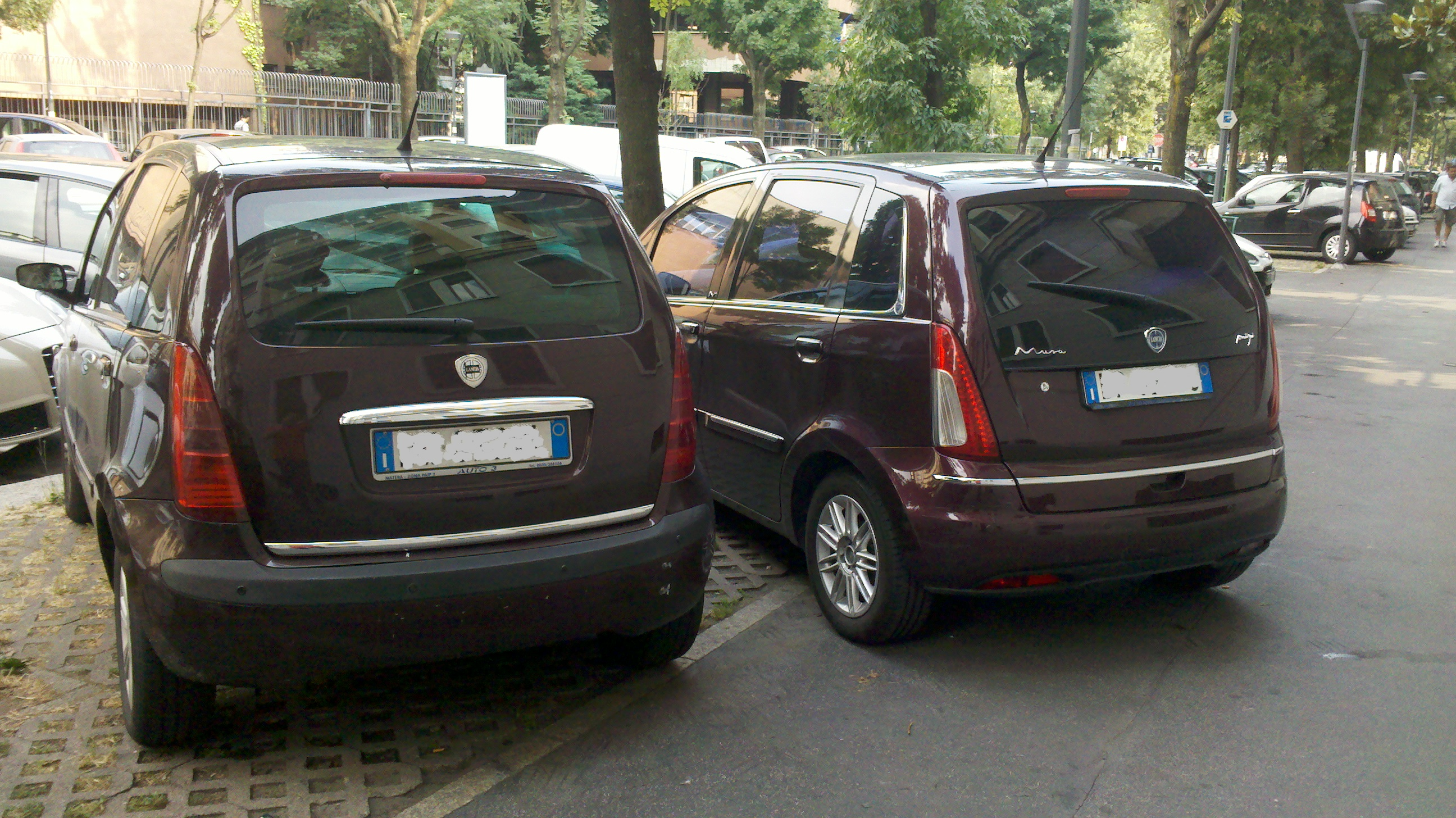
Comparação da versão original do Musa com a versão reestilizada do Musa.

## Galeria de fotos

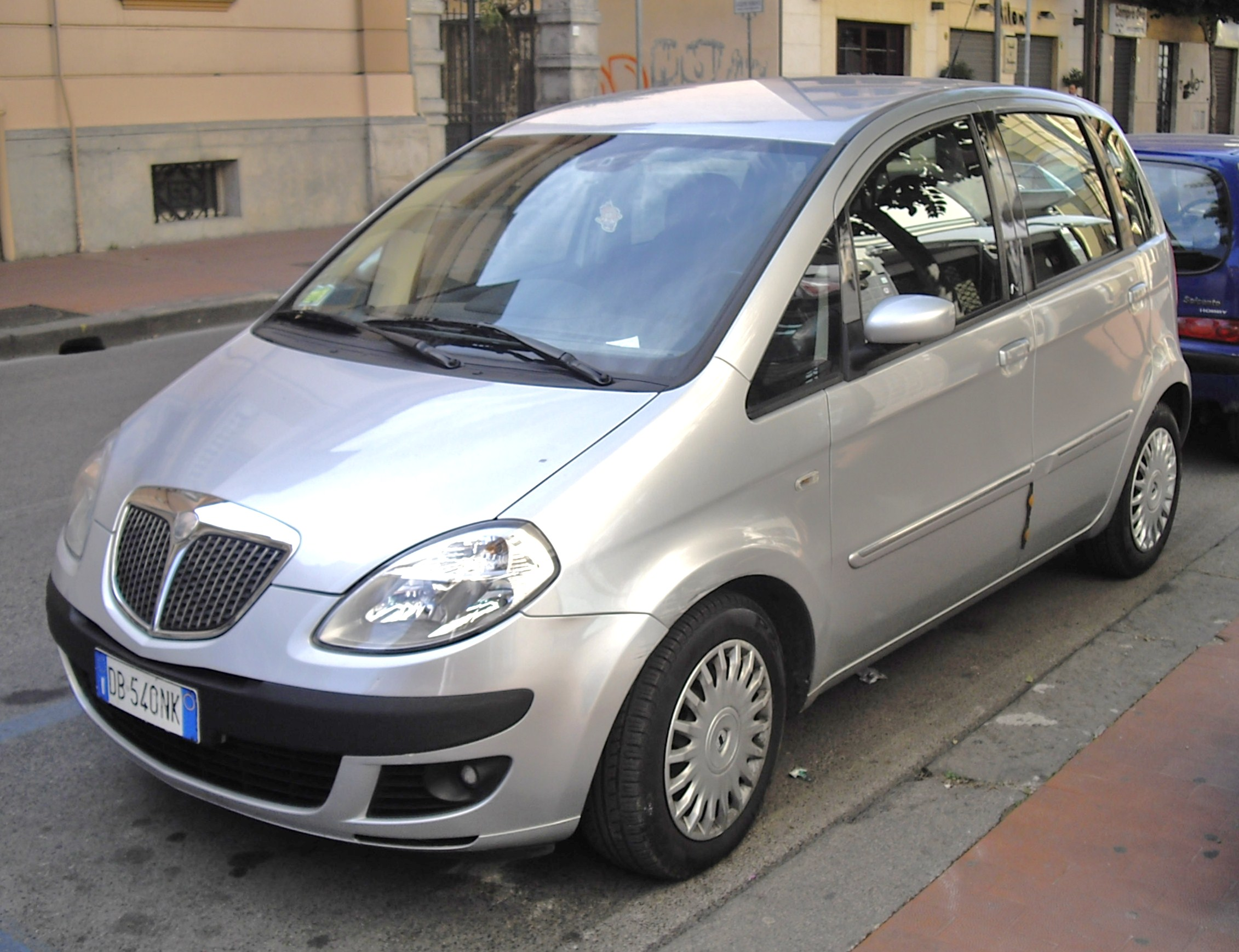
Musa 2004-2007
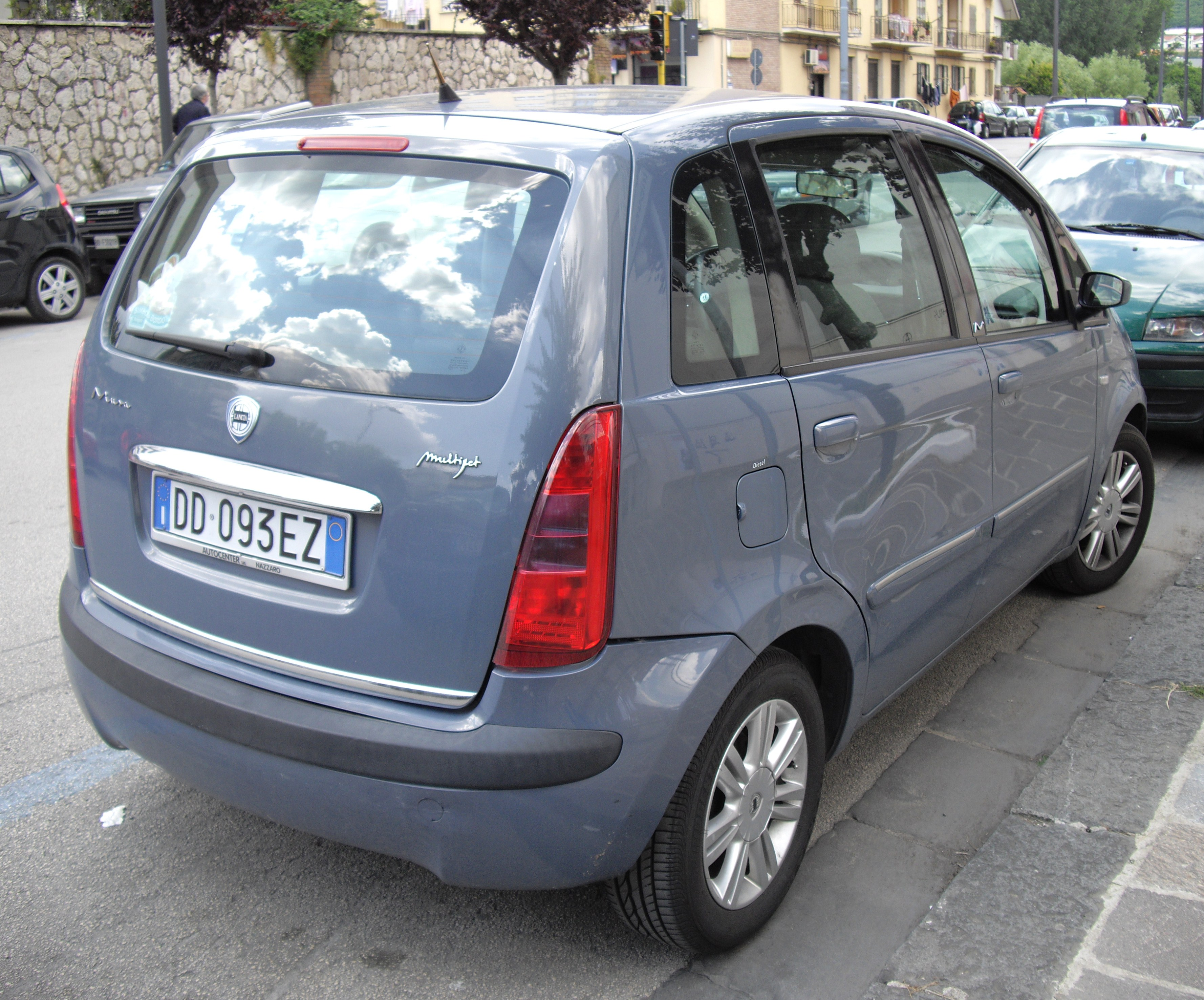
Musa 2004-2007
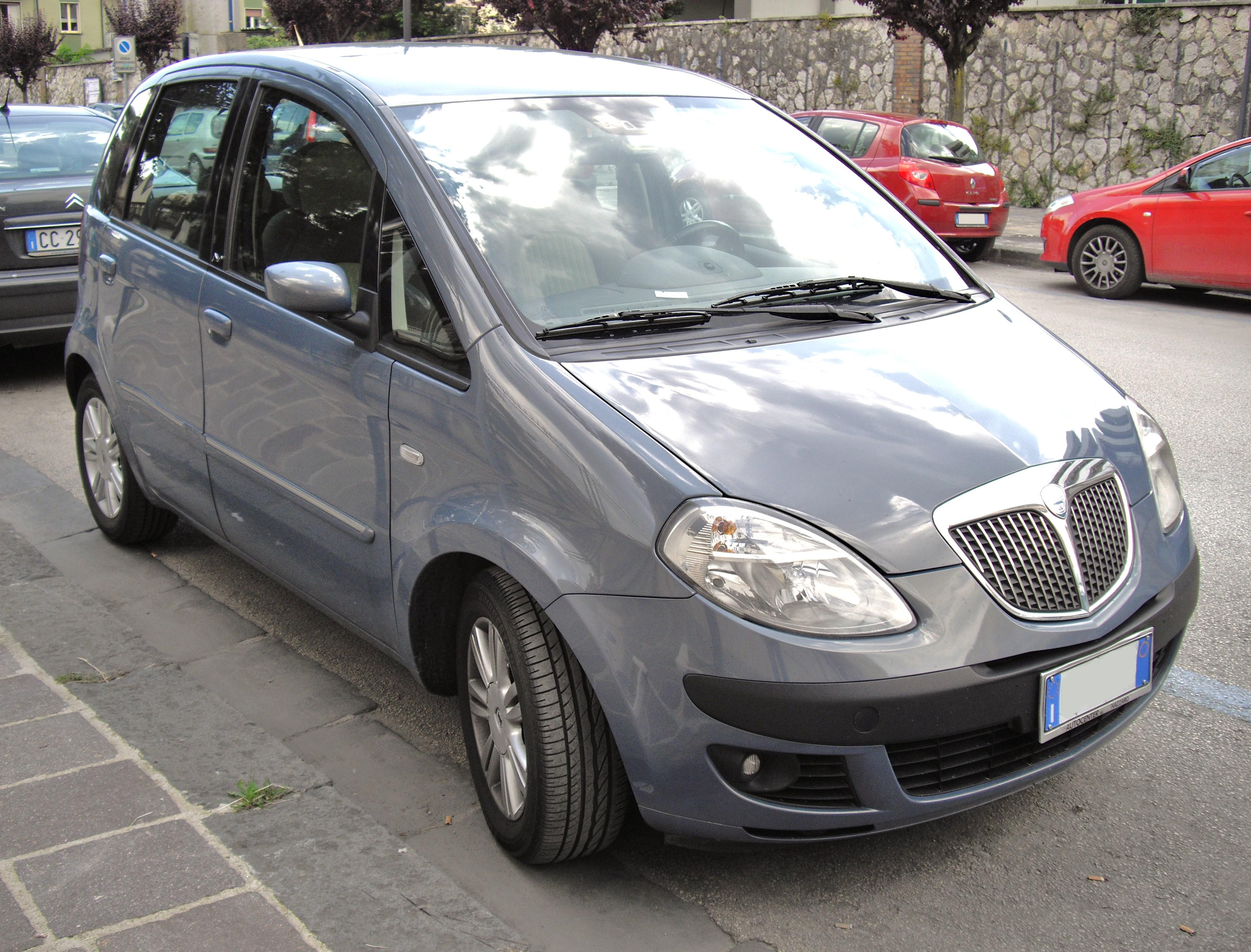
Musa 2004-2007
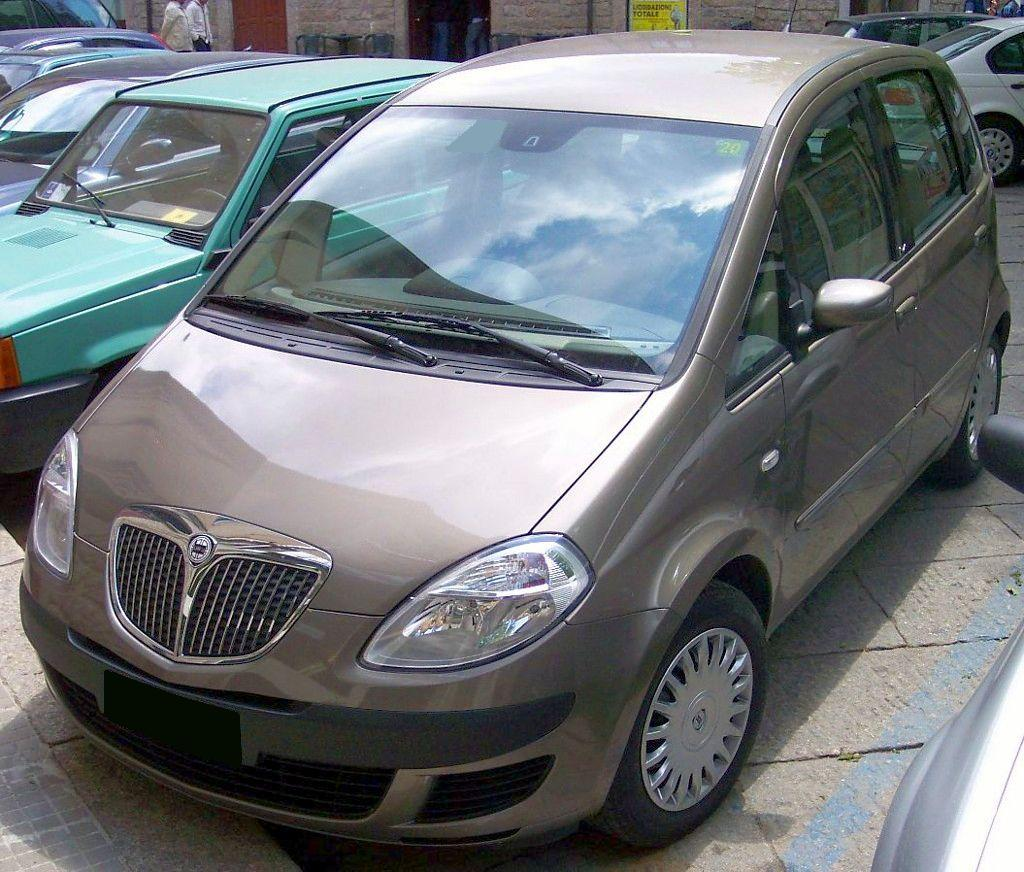
Musa 2004-2007
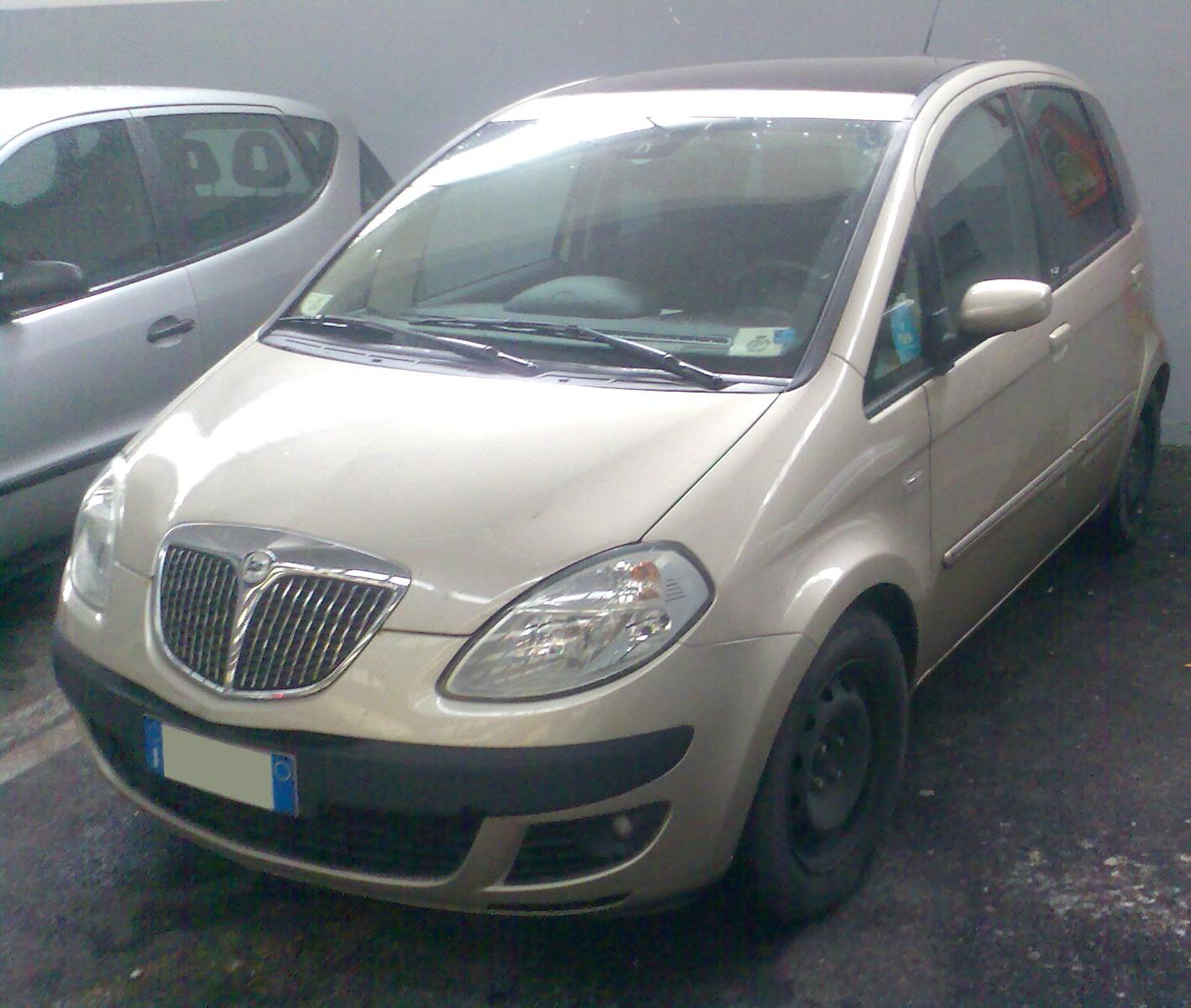
Musa 2004-2007
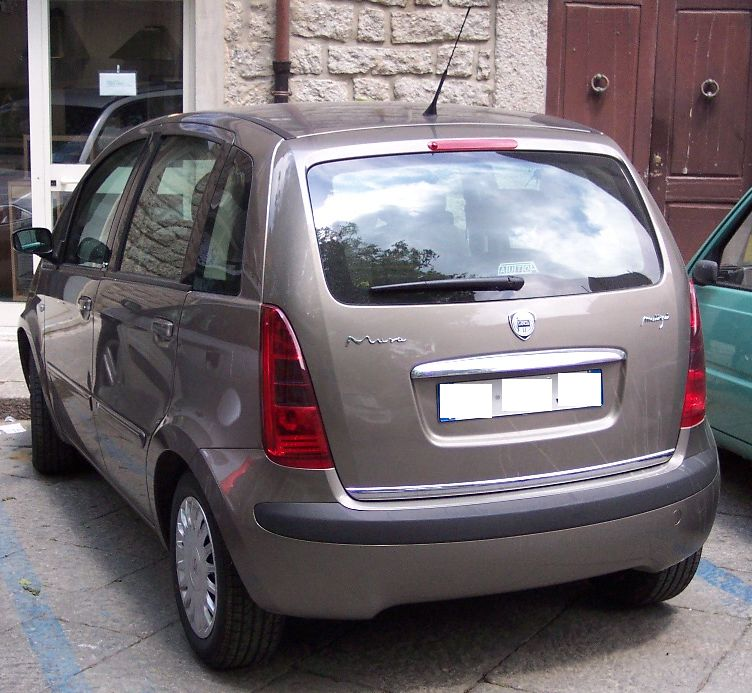
Musa 2004-2007
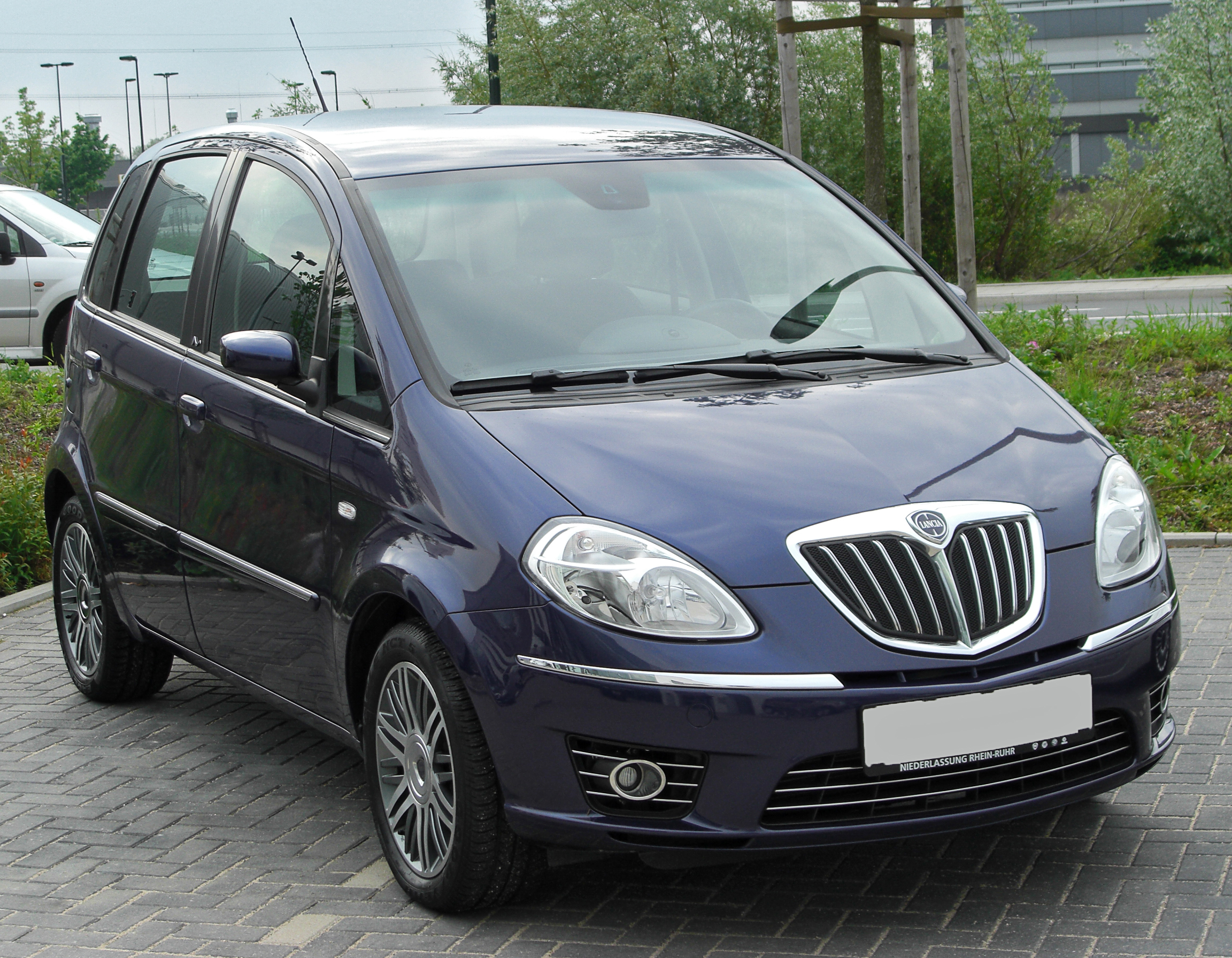
Musa 2008-2012
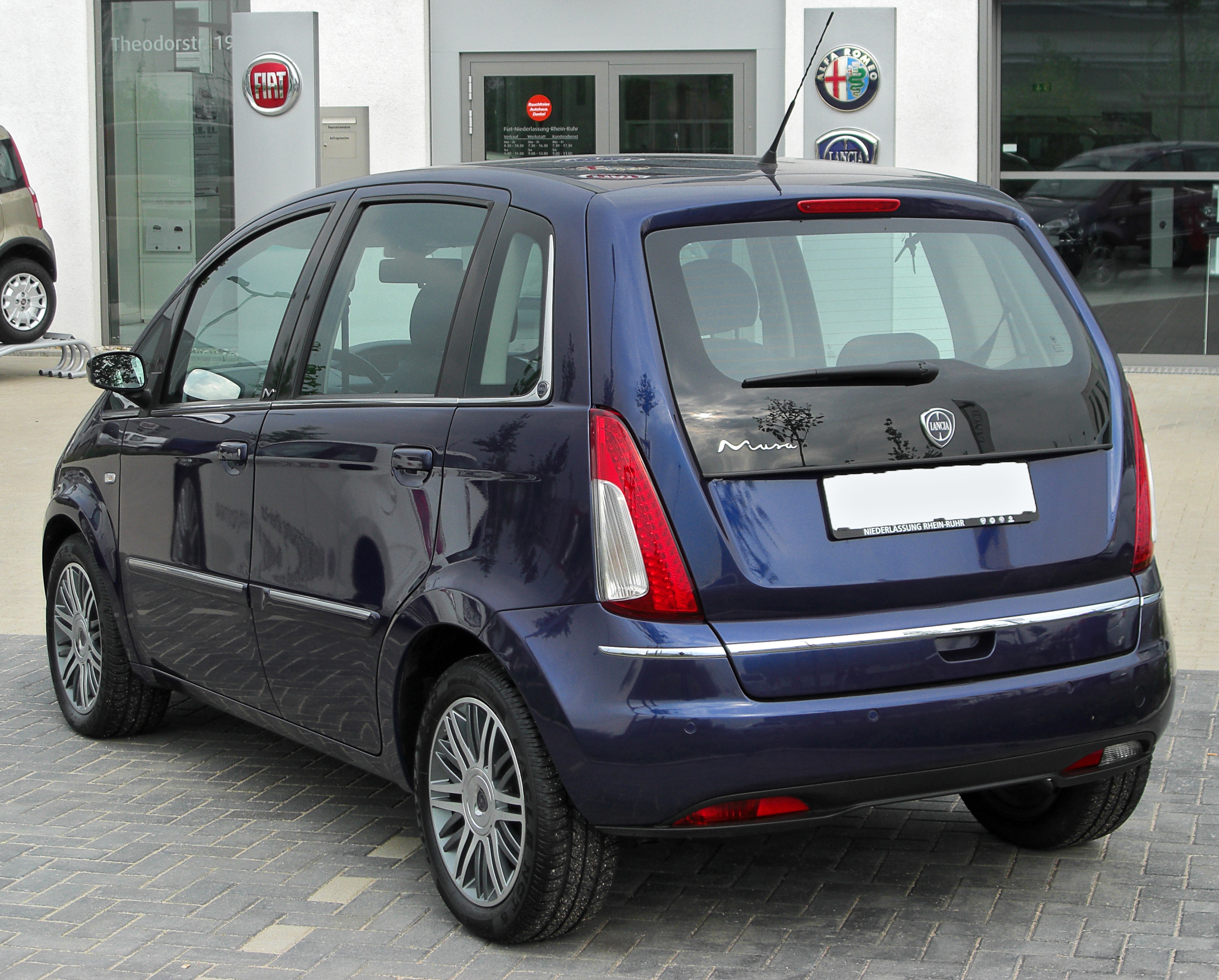
Musa 2008-2012
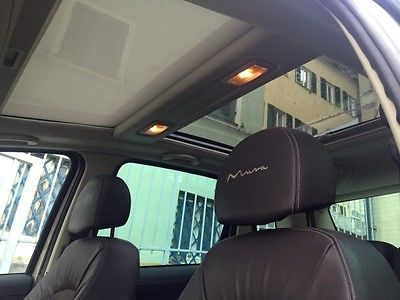
Musa 2008-2012
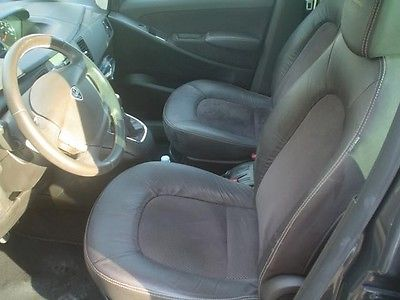
Musa 2008-2012
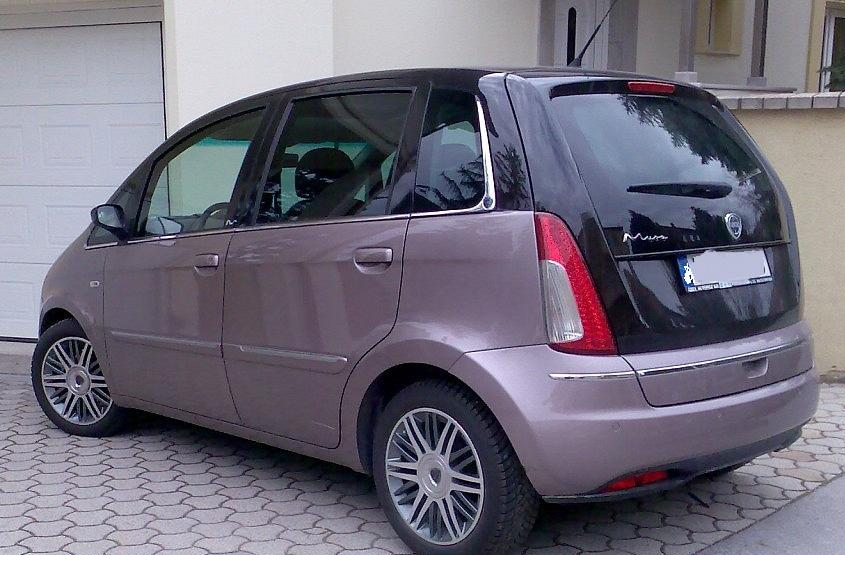
Musa 2008-2012
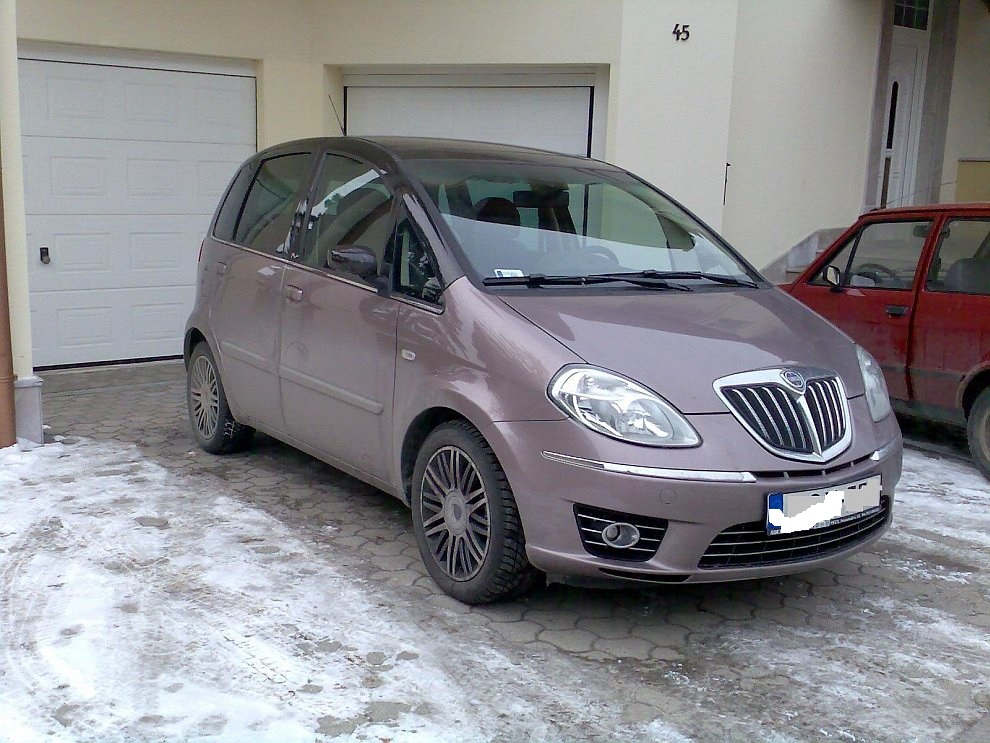
Musa 2008-2012
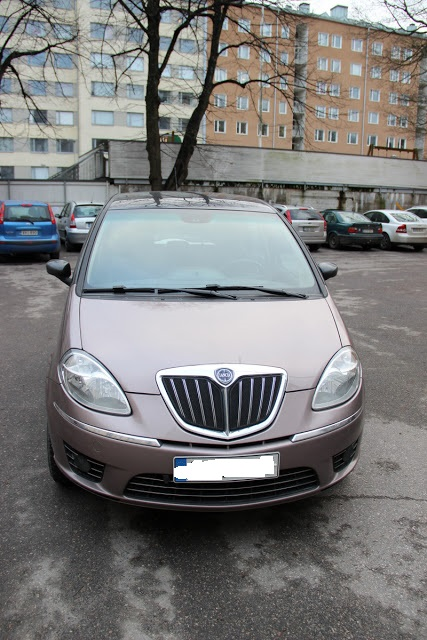
Musa 2008-2012
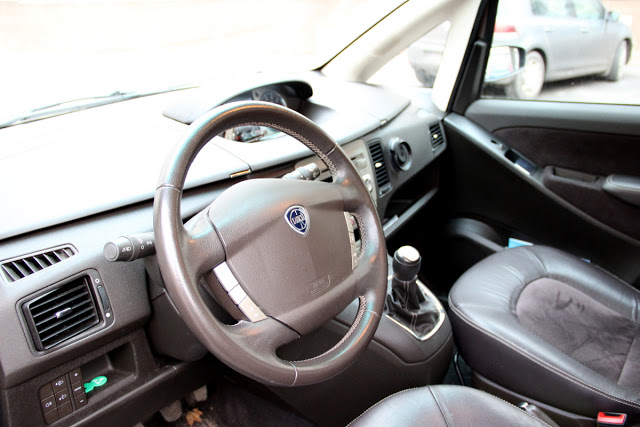
Musa 2008-2012
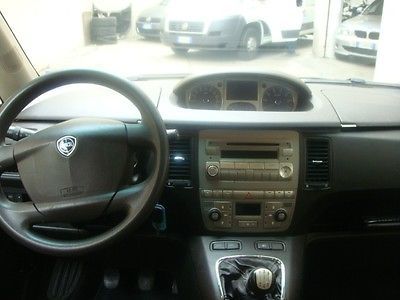
Musa 2008-2012
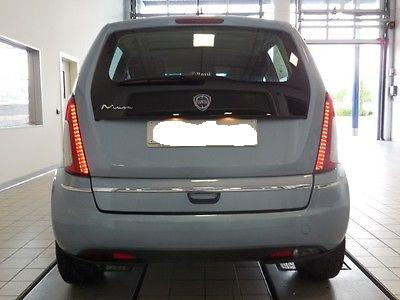
Musa 2008-2012
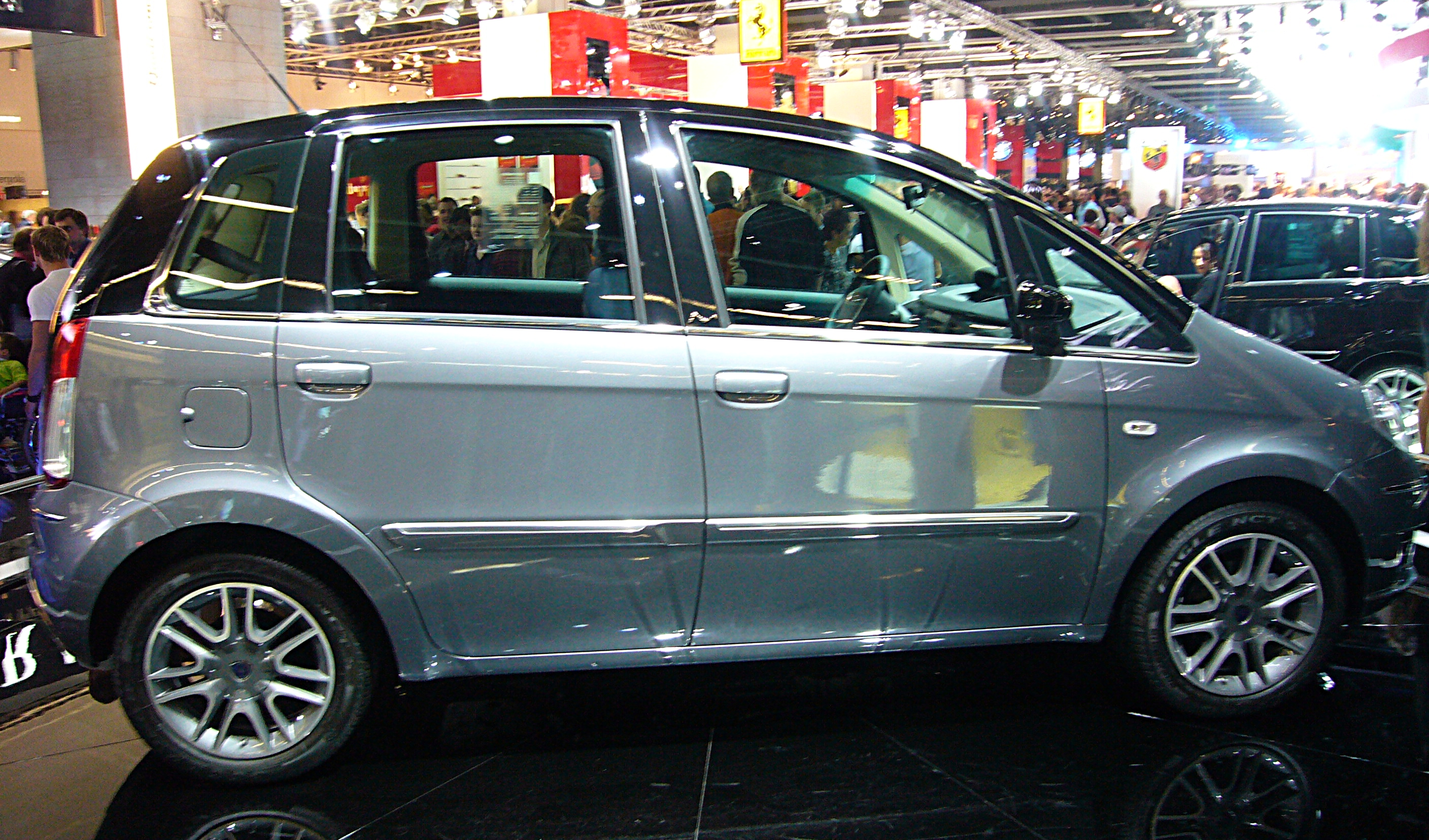
Musa 2008-2012
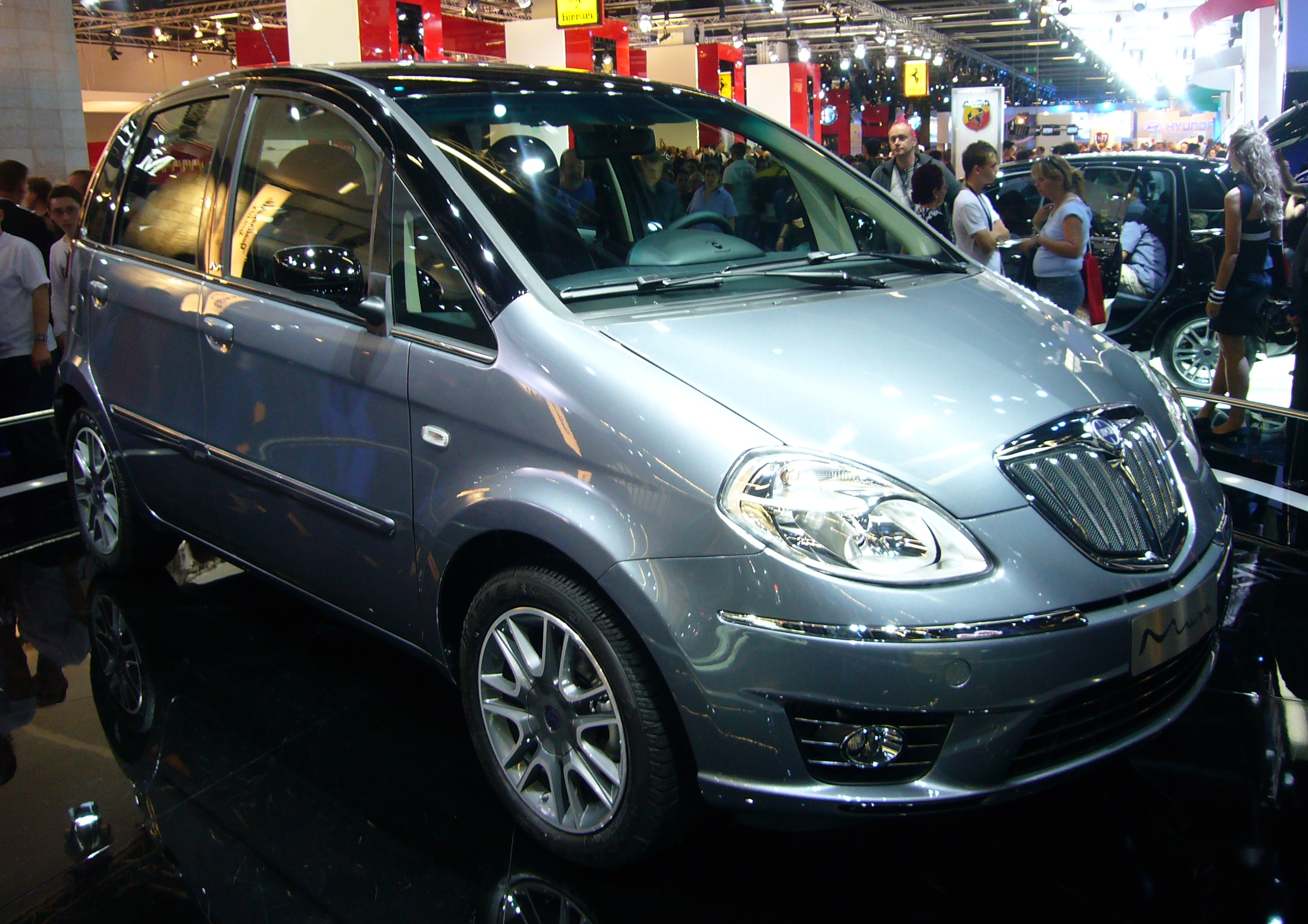
Musa 2008-2012
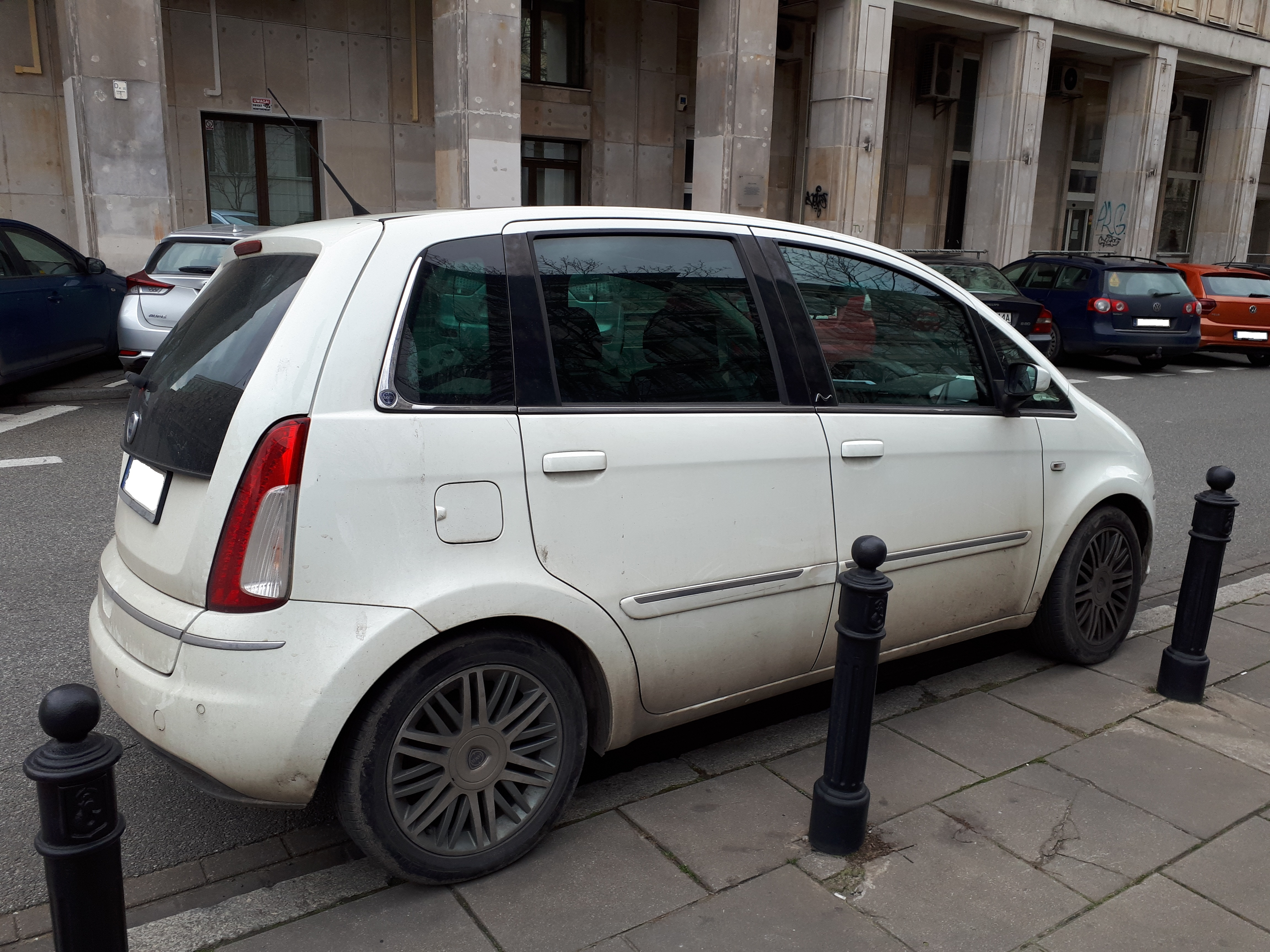
Musa 2008-2012